# Tuchan
Tuchan (occitan: Tuishan) là một xã của Pháp, nằm ở tỉnh Aude trong vùng Occitanie.
Người dân địa phương trong tiếng Pháp gọi là Tuchanais.

## Hành chính
| Danh sách các xã trưởng                |           |               |      |                      |
| Giai đoạn                              | Giai đoạn | Tên           | Đảng | Tư cách              |
| tháng 3 năm 2008                       | 2014      | Sylvie Astruc | PS   | Conseillère générale |
| Tất cả các dữ liệu trước đây không rõ. |           |               |      |                      |

## Thông tin nhân khẩu
| 1793 | 1800 | 1806 | 1821 | 1831 | 1836  | 1841  | 1846  | 1851  |
| ---- | ---- | ---- | ---- | ---- | ----- | ----- | ----- | ----- |
| 572  | 736  | 959  | 957  | 983  | 1 058 | 1 220 | 1 209 | 1 250 |

| 1856  | 1861  | 1866  | 1872  | 1876  | 1881  | 1886  | 1891  | 1896  |
| ----- | ----- | ----- | ----- | ----- | ----- | ----- | ----- | ----- |
| 1 131 | 1 155 | 1 194 | 1 209 | 1 367 | 1 811 | 1 665 | 1 473 | 1 388 |

| 1901  | 1906  | 1911  | 1921  | 1926  | 1931  | 1936  | 1946  | 1954  |
| ----- | ----- | ----- | ----- | ----- | ----- | ----- | ----- | ----- |
| 1 398 | 1 450 | 1 400 | 1 416 | 1 254 | 1 296 | 1 259 | 1 122 | 1 066 |

| 1962                                         | 1968 | 1975 | 1982 | 1990 | 1999 | - | - | - |
| -------------------------------------------- | ---- | ---- | ---- | ---- | ---- | - | - | - |
| 1 014                                        | 862  | 804  | 814  | 794  | 803  | - | - | - |
| Số liệu kể từ 1962 : dân số không tính trùng |      |      |      |      |      |   |   |   |

Graphique de l'évolution de la population 1793-1999